# Vanilla Sky
Vanilla Sky er en amerikansk psykologisk thriller fra 2001, instrueret af Cameron Crowe. 

## Handling
Hovedpersonen David Aames (Tom Cruise) er en rig ung mand, der ikke behøver at tænke på penge nogensinde, hans forældre er døde, men hans far efterlod sit firma til David. 51% af firmaet. De sidste 49% ejer "De Syv Dværge", som er firmaets overhoveder.
Til Davids fødselsdagsfest bringer hans bedste ven (Jason Lee) en pige (Penélope Cruz) med, som David aldrig har følt noget lignende for. Efter festen tager han med hende hjem. De er sammen hele natten, men de snakker kun sammen. Den næste dag efter at have forladt huset venter hans "halv-kæreste" Julie (Cameron Diaz), som har forfulgt ham. David sætter sig ind i hendes bil for at snakke med hende om dem. Det ender med, at hun kører dem begge ud fra en bro. Hun dør på stedet, men David overlever.
Filmen fortsætter om David og hans forhold til Sofia, og hvordan han lider efter sine skader fra biluheldet. David bliver mere og mere sindsforvirret af sine smerter, men til sidst får lægerne opereret ham færdig, og alt er godt – Men lige da det går bedst med Sofia, begynder mærkelige ting at ske. Sofia forsvinder, hans bedste ven Brian begynder at filme ham, og Julie vender tilbage fra de døde. Filmen bygger op på, hvordan David bliver mere og mere sindsforvirret af alle de ting, der sker, indtil han til sidst får en forklaring.

## Medvirkende
- Tom Cruise – David Aames
- Penélope Cruz – Sofia Serrano
- Jason Lee – Brian Shelby
- Kurt Russell – Dr. Curtis McCabe
- Cameron Diaz – Julianna 'Julie' Gianni
- Noah Taylor – Edmund Ventura
- Timothy Spall – Thomas Tipp
- Tilda Swinton – Rebecca Dearborn
- Michael Shannon – Aaron
- Ken Leung – Art Editor
- Shalom Harlow – Colleen
- Oona Hart – Lynette
- Ivana Milicevic – Emma
- Johnny Galecki – Peter Brown

## Eksterne Henvisninger
- Vanilla Sky på Internet Movie Database (engelsk)
- Vanilla Sky på Filmdatabasen
- Vanilla Sky på Scope
- Vanilla Sky i Svensk Filmdatabas (svensk)
- Vanilla Sky på AlloCiné (fransk)
- Vanilla Sky på MovieMeter (nederlandsk)
- Vanilla Sky på AllMovie (engelsk)
- Vanilla Sky hos American Film Institute (engelsk)
- Vanilla Sky på Turner Classic Movies (engelsk)
- Vanilla Sky på The Movie Database (engelsk)